# Невелдайн, Марк
Марк Невелдайн (англ. Mark Neveldine, род. 11 мая 1973, Уотертаун, Нью-Йорк) — американский кинорежиссёр, продюсер, сценарист и кинооператор.

## Биография
Марк родился в городке Вотертаун (англ. Watertown) в штате Нью-Йорк 11 мая 1973 года. Обучался в колледже Хобарта и Уильяма Смита (англ. Hobart and William Smith Colleges) в Джениве (Нью-Йорк), по специальности драматургия и психология. Получив диплом, Марк переехал в Манхэттен, где и начал свою карьеру в качестве актёра, сыграв в более чем тридцати постановках.
Впоследствии Невелдайн работал кинооператором и постановщиком в музыкальных клипах, документальных и короткометражных телевизионных фильмах и пилотах.
Впервые снялся в 1996 году, сыграв эпизодическую роль в фильме «Гуляют, болтают». Известность Марк получил после 2006 года, когда в тандеме с Брайаном Тейлором спродюсировал и срежиссировал фильм «Адреналин» с Джейсоном Стейтемом в главной роли.

## Фильмография
| Год  |   | Русское название              | Оригинальное название            | Роль                           |
| ---- | - | ----------------------------- | -------------------------------- | ------------------------------ |
| 2006 | ф | Адреналин                     | Crank                            | Режиссёр, сценарист и оператор |
| 2008 | ф | Патология                     | Pathology                        | Продюсер, сценарист и оператор |
| 2009 | ф | Адреналин: Высокое напряжение | Crank: High Voltage              | Режиссёр и сценарист           |
| 2009 | ф | Геймер                        | Gamer                            | Режиссёр и сценарист           |
| 2010 | ф | Джона Хекс                    | Jonah Hex                        | Сценарист                      |
| 2012 | ф | Призрачный гонщик 2           | Ghost Rider: Spirit of Vengeance | Режиссёр и сценарист           |
| 2015 | ф | Ватиканские записи            | The Vatican Tapes                | Режиссёр                       |
| 2022 | ф | Парни под прикрытием          | Panama                           | Режиссёр                       |